# Demeclocyclin
Demeclocyclin ist ein Arzneistoff aus der Gruppe der Antibiotika. Zudem hat Demeclocyclin eine harntreibende Wirkung.

## Pharmakologie
Demeclocyclin gehört zu den Tetracyclinen. Es ist ein Breitspektrumantibiotikum und bakteriostatisch wirksam gegenüber tetracyclinempfindlichen grampositiven und gramnegativen Erregern sowie gegenüber Chlamydien, Mykoplasmen, Spirochäten und Rickettsien. Der Wirkmechanismus beruht auf einer Hemmung der bakteriellen ribosomalen Proteinsynthese.
Die diuretische (harntreibende) Wirkung beruht auf einer Hemmung der Wirkung des antidiuretischen Hormons (ADH) in den distalen Tubuli in der Niere. Dadurch wird die ADH-induzierte Wasserrückresorption unterdrückt. Die harntreibende Wirkung von Demeclocyclin setzt 24 bis 48 Stunden nach Beginn der Behandlung ein.

## Therapeutische Verwendung

### Schwartz-Bartter-Syndrom
Demeclocyclin wird seit den 1970er Jahren in einigen Staaten für die Behandlung der chronischen Hyponatriämie verwendet, die mit einer übermäßigen Sekretion des antidiuretischen Hormons (Syndrom der inadäquaten ADH-Sekretion, SIADH, bzw. Schwartz-Bartter-Syndrom) einhergeht.
Einem Review von 2015 zufolge ist die Wirksamkeit in diesem Anwendungsgebiet unterschiedlich ausgeprägt. Die Autoren vermuten als Ursache Unterschiede in der Entstehung der Krankheit (Ätiologie). Die Eignung für den Einsatz bei Hyponatriämie als Folge von SIADH sei unzureichend klinisch belegt.
In einer Studie aus dem Jahr 1978 wurden die Wirkungen von Demeclocyclin und Lithiumcarbonat bei der Behandlung von SIADH verglichen. Dabei wurde festgestellt, dass Demeclocyclin bei der Behandlung von SIADH einer Therapie mit Lithium überlegen und damit vorzuziehen sei.
Als häufigste Nebenwirkung bei der Behandlung der Hyponatriämie mit Demeclocyclin wurde eine leichte, nonprogressive Azotämie beobachtet. Demeclocyclin sollte bei Patienten mit Leberfunktionsstörungen nicht verwendet werden.

### Pulpitis
In der Zahnmedizin dient Demeclocyclin der Notfall-Versorgung einer nicht eitrigen, akuten Entzündung des Zahnmarks (Pulpitis) bis zur späteren regelrechten Behandlung. Dazu wird es auch mit Triamcinolon kombiniert.

## Handelsnamen
- Ledermycine (GB),  Ledermycin (J)[3]
- Kombination mit Triamcinolon: Ledermix (D)

## Regulierung
Über den Safe Drinking Water and Toxic Enforcement Act of 1986 besteht in Kalifornien seit 1. Januar 1992 eine Kennzeichnungspflicht für Produkte, die Demeclocyclinhydrochlorid für die innere Anwendung enthalten.

## Sonstiges
Demeclocyclin wird von bestimmten Stämmen des Bakteriums Streptomyces aureofaciens gebildet.
Pharmazeutisch wird Demeclocyclin als Demeclocyclinhydrochlorid und Demeclocyclin-Calcium eingesetzt. Demeclocyclinhydrochorid ist ein gelbes Pulver, das löslich bis schwer löslich in Wasser, schwer löslich in Ethanol und sehr schwer löslich in Aceton ist. Es löst sich in Lösungen von Alkalihydroxiden und Carbonaten.